# Boží duha
Boží duha je kniha Jaroslava Durycha, jejíž děj se odehrává v českém pohraničí po druhé světové válce v období vysídlení Němců z Československa. Durych Boží duhu dopsal v roce 1955, ale poprvé vyšla až v roce 1969.
Hlavním hrdinou je postarší muž, který přichází do již vysídleného, ale ještě neosídleného českého pohraničí. K večeru nachází v opuštěném kostele rakev s neznámými ostatky, kterou se rozhodne dalšího dne pohřbít. V zdánlivě opuštěném domě, kde se rozhodne přenocovat, se setká s Němkou, která se potají vrátila do tohoto domu.
Oba dva (jména nejsou v knize uváděna) spolu vedou rozhovory, které se točí především okolo životního osudu mladé Němky, které ublížili jak Češi, tak Němci. Dalšího dne společně pohřbí rakev s hnijícími ostatky neznámé matky a jejího narozeného dítěte. Kniha obsahuje i dosti detailní popisy znásilňování žen či průběhu pohřbívání hnijících mrtvol.
Ke konci děje dojde k jejich intimnímu sblížení, slibují si nový společný začátek a starší muž, vzhledem k tomu, že je v knize několikrát naznačováno, že má určitý vliv, podle všeho nebude mít problém opatřit ji povolení zůstat v Československu.
V roce 1975 vyšla kniha v německém překladu filosofa Jana Patočky.

## Adaptace
- 2001: divadelní inscenace (Divadlo U stolu), scénář a režie: František Derfler, hráli Ladislav Lakomý a Ela Lehotská, zaznamenáno Českou televizí (2004, 74 minut).
- 2007: TV film (87 min), režie Jiří Svoboda, v hlavních rolích Milan Kňažko a Markéta Hrubešová, s odlišným závěrem.